# Tikkakoski (Ort)

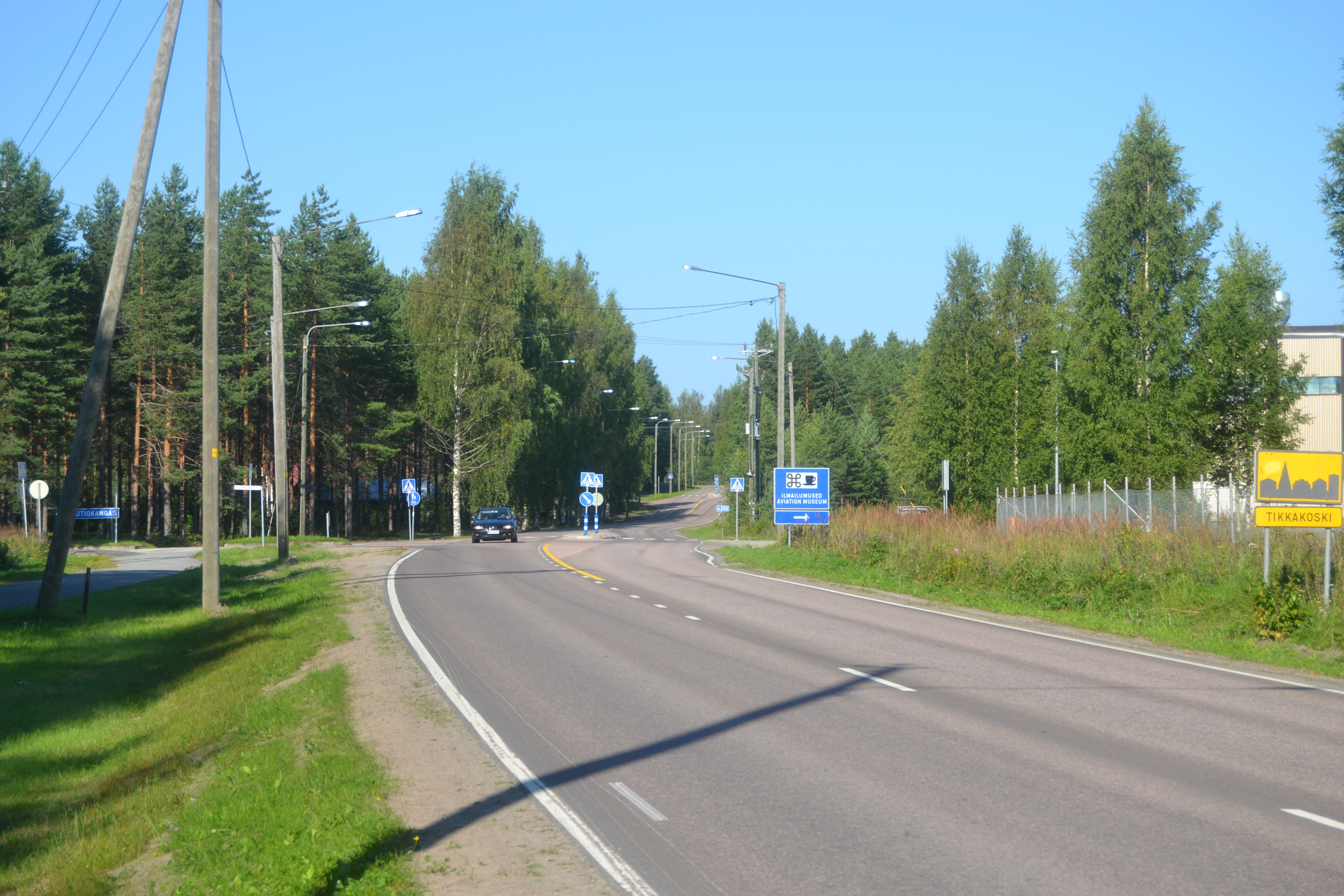
Ortseingang von Tikkakoski

Tikkakoski ist eine Ortschaft in der finnischen Gemeinde Jyväskylä.

## Bildung und Wirtschaft
Der Ort hat eine Schule. 

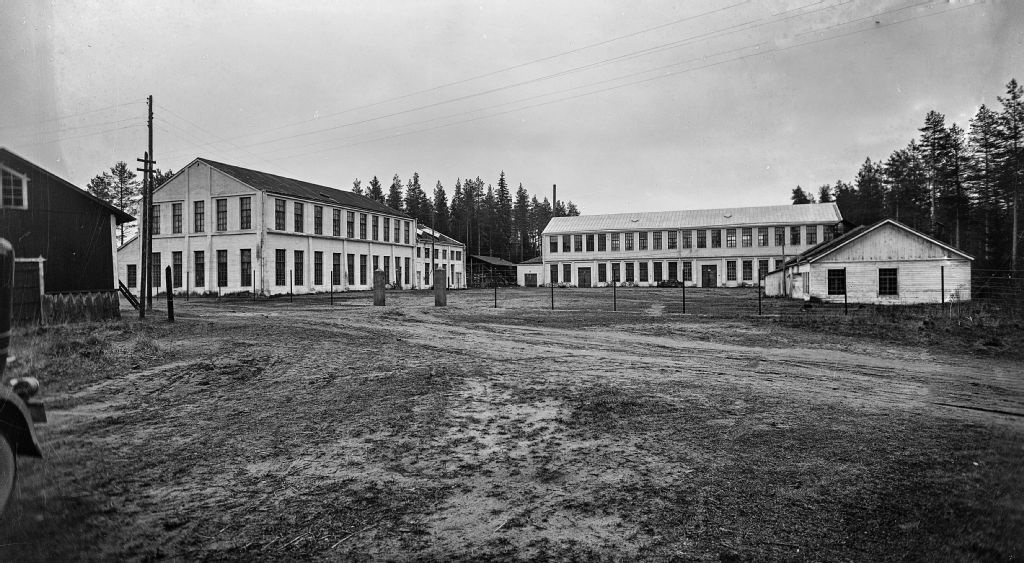
Waffenfabrik des Unternehmens Tikkakoski in den 1930er-Jahren

Die Luftstreitkräfte Finnlands betreiben hier eine Akademie.
Das Unternehmen Tikkakoski, das nach diesem Ort benannt wurde, betrieb hier zeitweise eine Waffenfabrik.

## Sehenswürdigkeiten
In Tikkakoski befindet sich das Finnische Luftwaffenmuseum.

## Infrastruktur
In der Ortschaft Tikkakoski befindet sich der Flughafen Jyväskylä.